# Betet (Pesantren)
Betet is een bestuurslaag in het regentschap Kediri van de provincie Oost-Java, Indonesië. Betet telt 4741 inwoners (volkstelling 2010).